# Megatoma tianschanica
Megatoma tianschanica is een keversoort uit de familie spektorren (Dermestidae). De wetenschappelijke naam van de soort werd in 1972 gepubliceerd door Sokolov.